# 封神榜 伏魔三太子
《封神榜 伏魔三太子》是改编自许仲琳的神话小说《封神演义》，由臺灣的全崴資訊在1995年發售的红白机角色扮演游戏。主要以哪吒、小龙女、杨戬与姜太公为主要扮演角色，讲述主角到各地冒险打败阻碍的敌人获得法宝习得法术，最终到朝歌城摘星楼铲除三妖打败纣王的传奇故事。

## 攻略本
《封神榜 完全攻略本》是由尖端出版在1995年2月1日發售，ISBN：9789577127884。

## 评价
中国大陆杂志《游戏机实用技术》在回顾评测中对游戏表示称赞。

## 外部連結
- Feng Shen Bang （页面存档备份，存于）BootlegGames Wiki（英文）